# Katarina västra kyrkogata

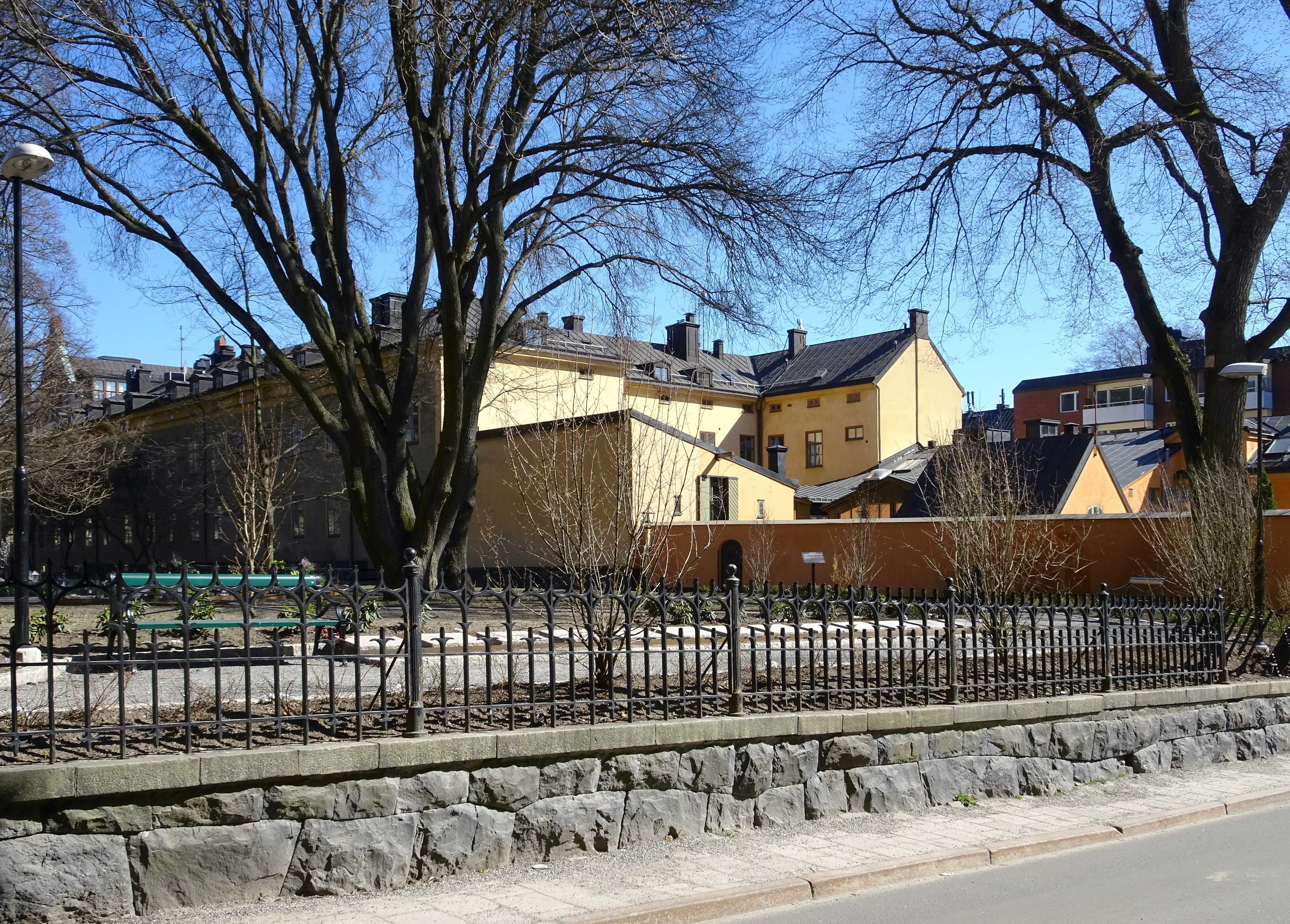
Katarina västra kyrkogata med Katarina brandstation och Sifwertska kasernen i bakgrunden, april 2019.

Katarina västra kyrkogata är en gata på Södermalm i Stockholms innerstad. Gatan sträcker sig väster om Katarina kyrka från Tjärhovsgatan i söder till Högbergsgatan i norr. Gatan fick sitt nuvarande namn 1806.

## Historia
I omgivningen finns förutom Katarina västra kyrkogata ytterligare två gator som är uppkallade efter Katarina kyrka: Katarina östra kyrkogårdsgränd och Katarina kyrkobacke. I Holms tomtbok från 1674 kallas gatan väster om kyrkan Kyrkiegatan, först 1806 fick gatan sitt nuvarande namn och då gick den även fram till Tjärhovsgatan. Katarina västra kyrkogata har sin pendang i Katarina östra kyrkogårdsgränd som begränsar kyrkans tomt mot öster.

## Byggnader och anläggningar vid gatan
- Vid hörnet Katarina västra kyrkogata / Tjärhovsgatan ligger Katarina brandstation
- Längs östra sidan sträcker sig Katarina kyrkogård med kyrkogårdens gravkor längst i norr.
- Vid nummer 10 ligger före detta Katarina västra skola.

## Bilder

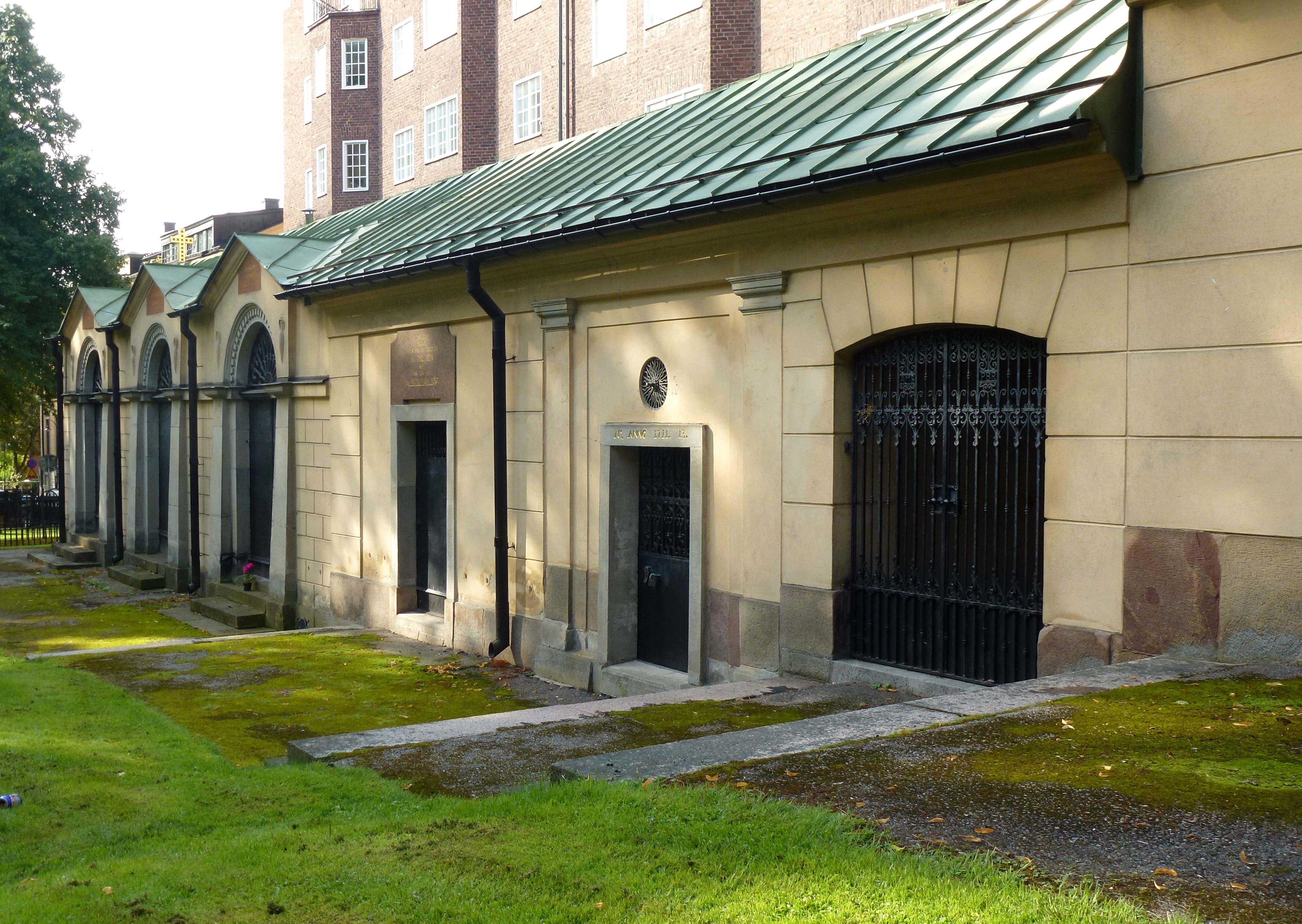
Katarina kyrkas kyrkogård, gravkor vid Katarina västra kyrkogata.
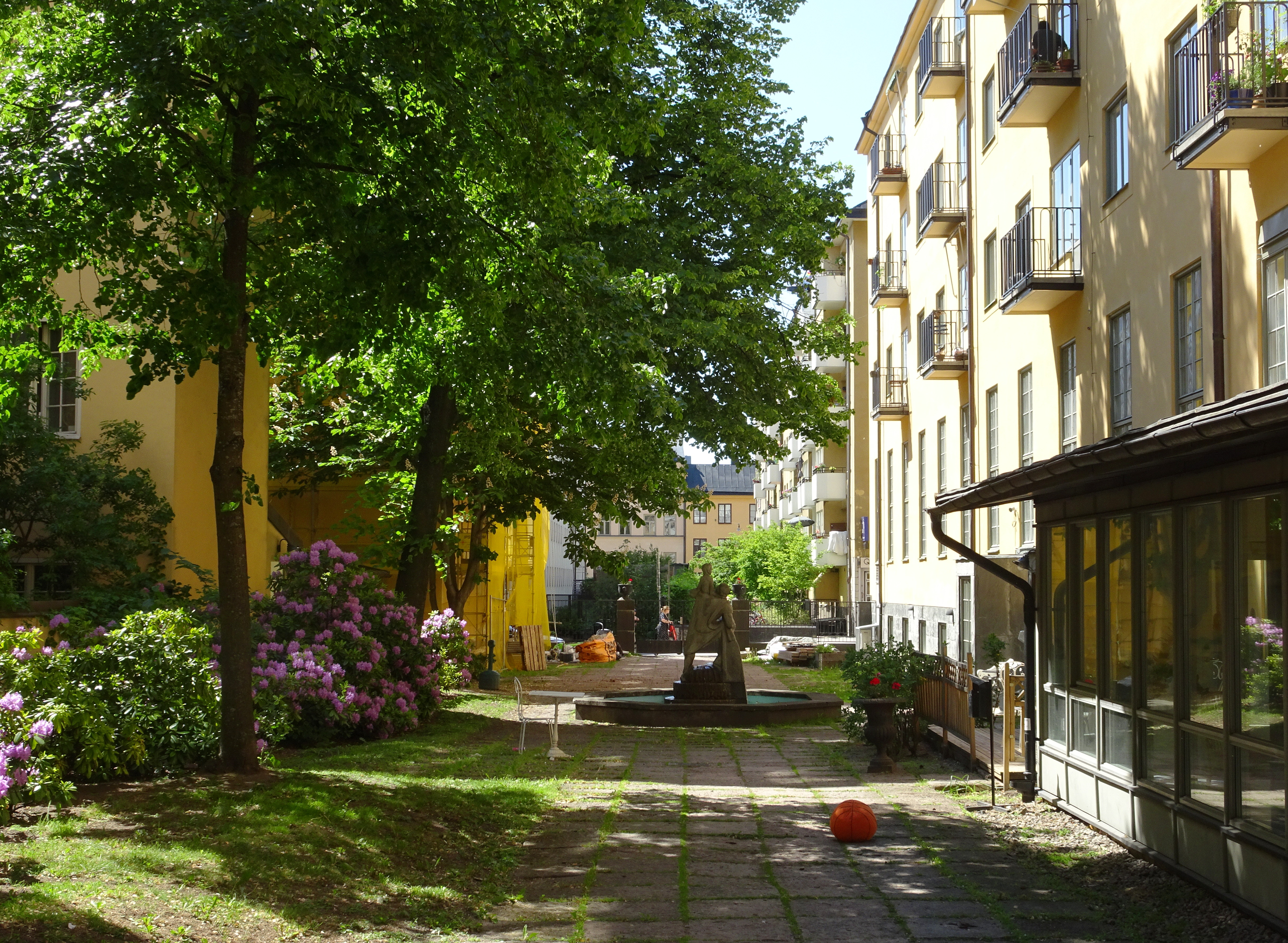
Katarina västra kyrkogata 2–6, Katarina församlingshus, innergården.
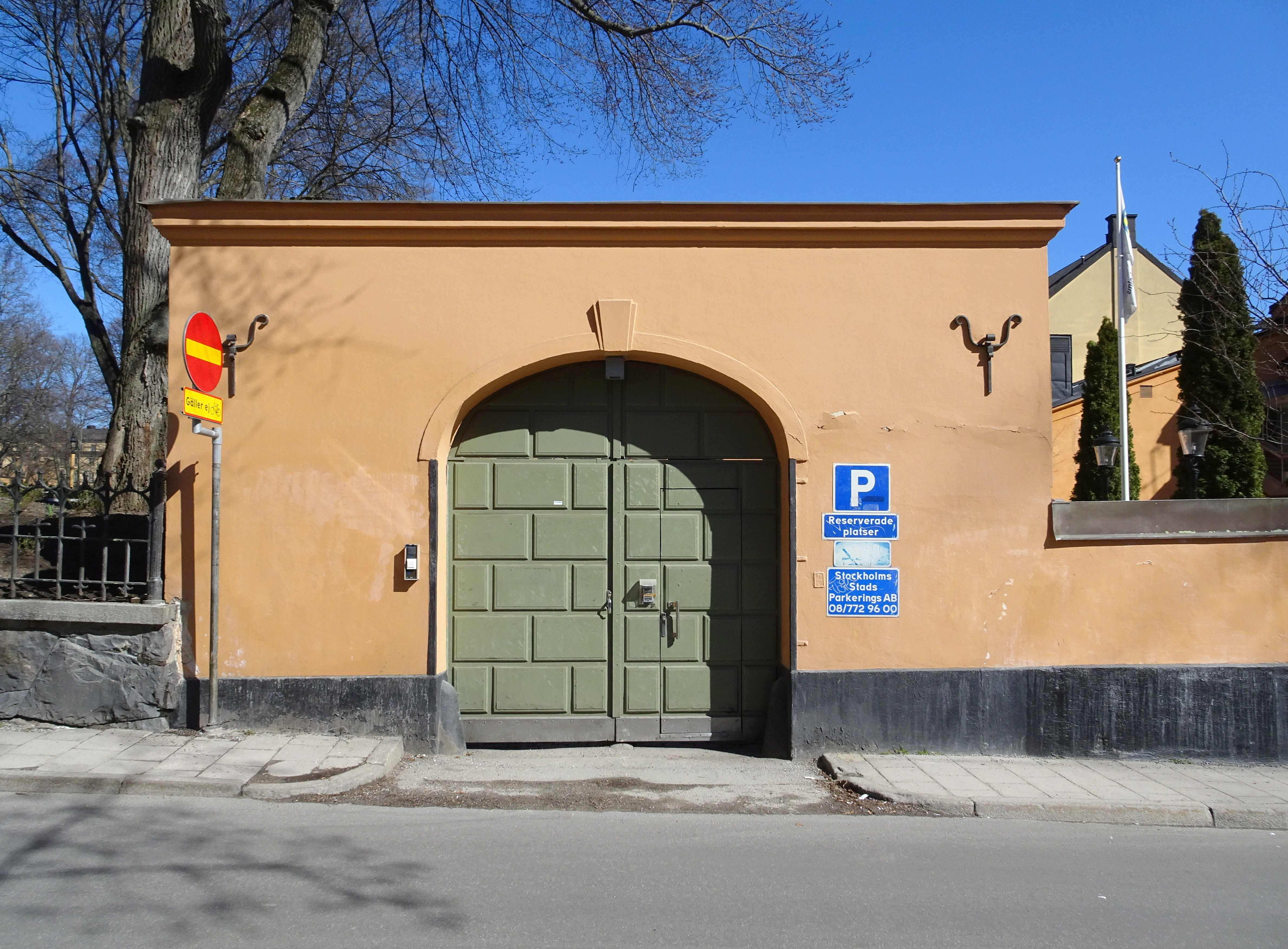
Katarina brandstation, portal vid Katarina västra kyrkogata.
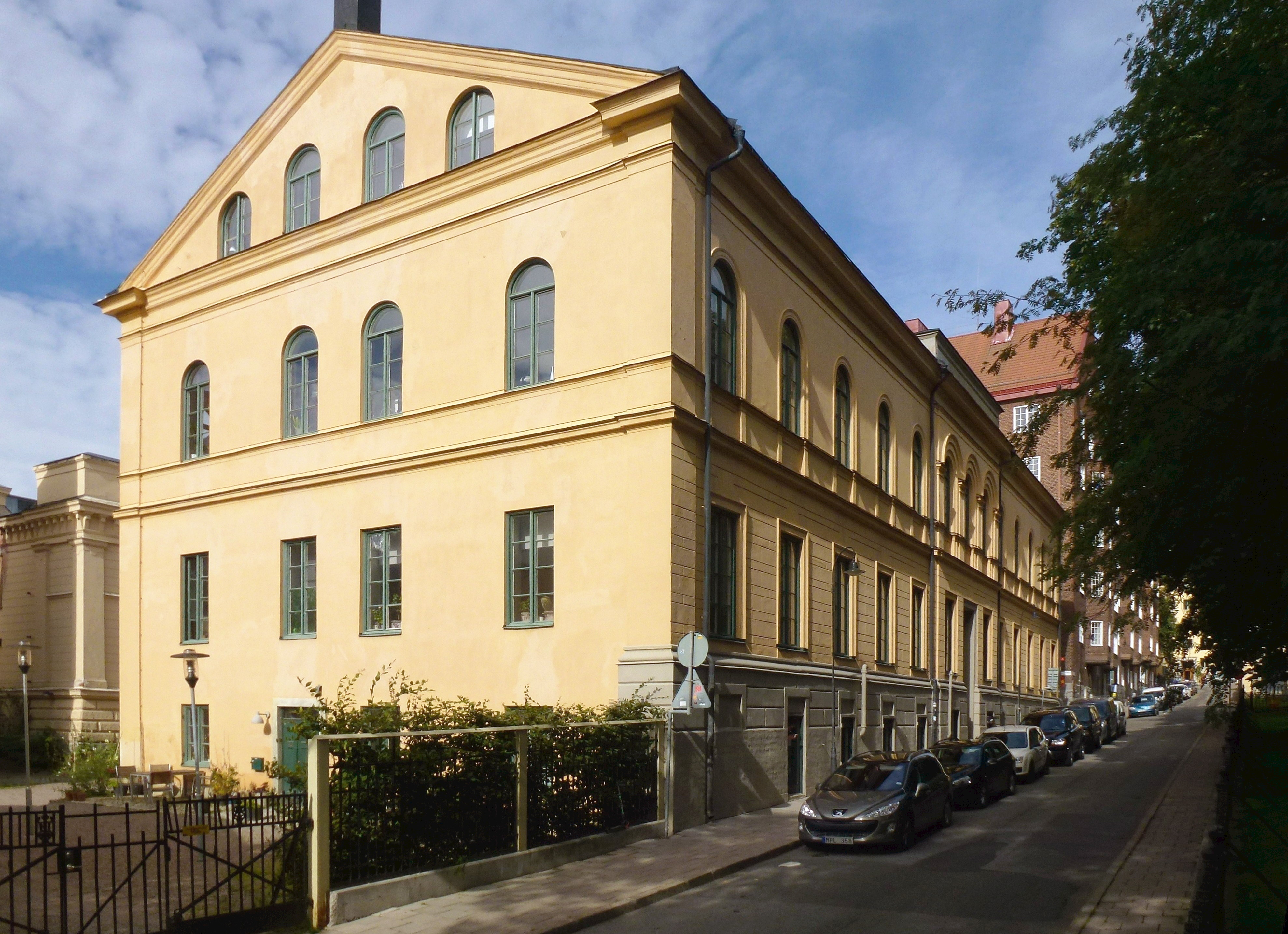
F.d. Katarina västra skola vid nummer 10.